# Xanthyris flaveolata

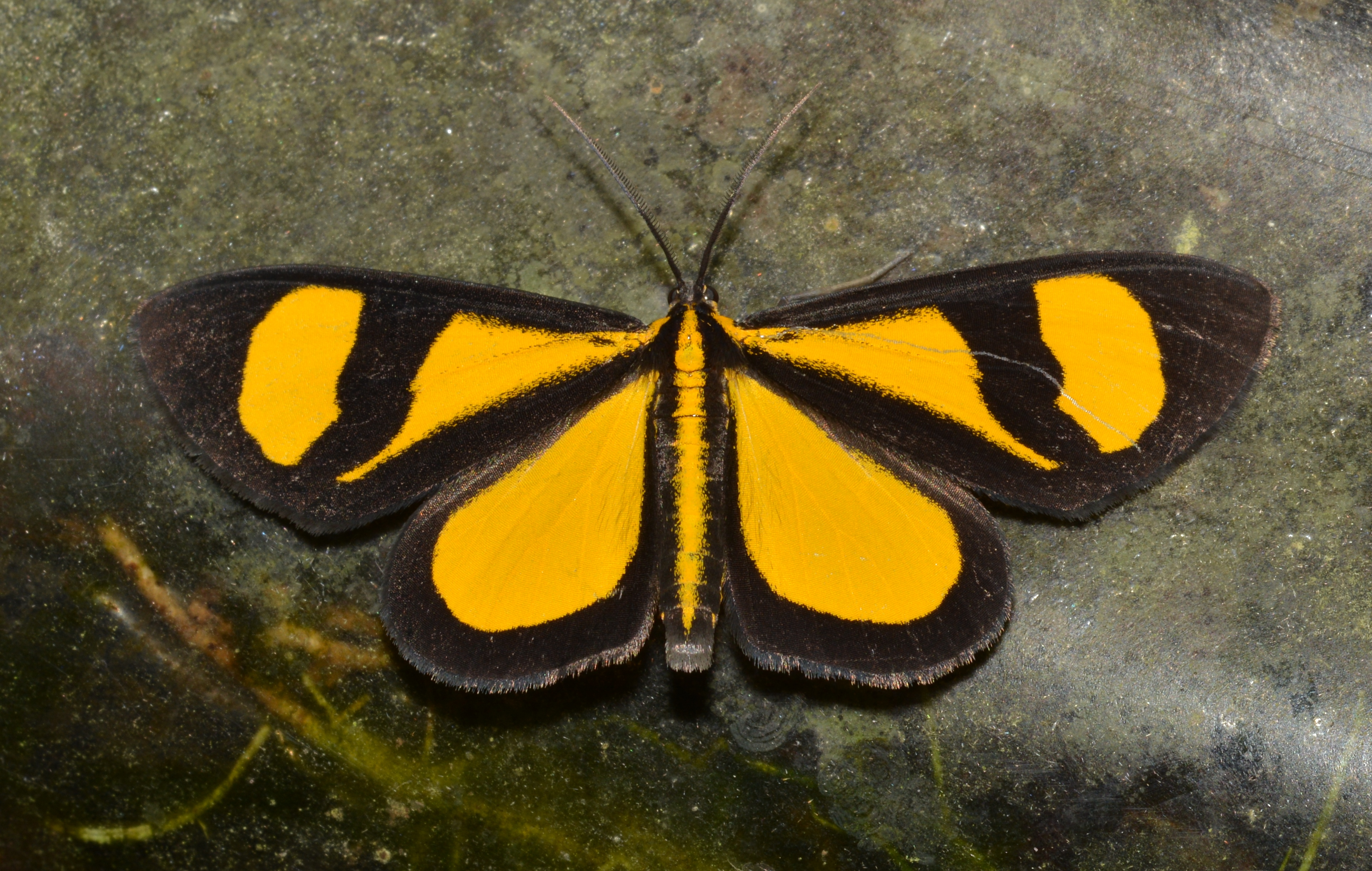
Smicropus laeta
(zum Vergleich)

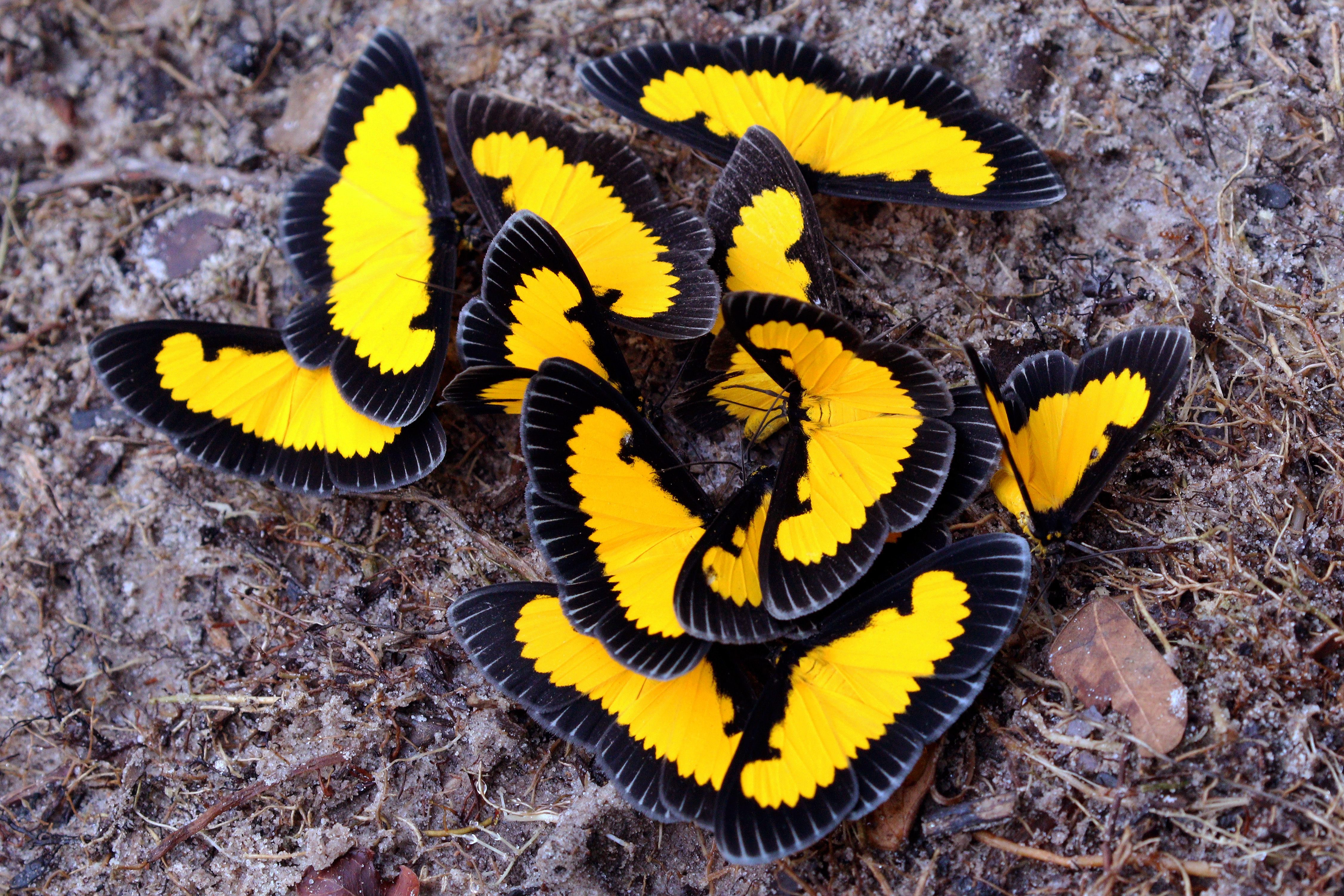
Falter von Xanthyris flaveolata an feuchter Erdstelle saugend

Xanthyris flaveolata ist ein in Südamerika vorkommender Schmetterling aus der Familie der Spanner (Geometridae). Der Artname leitet sich von dem lateinischen Wort flavo mit der Bedeutung „gelb“ ab und bezieht sich auf die dominierende Farbe auf der Vorderflügeloberseite der Falter.

## Merkmale

### Falter
Die Flügeloberseite der Falter zeigt eine auffallend gelbe Farbe, die von Leuchtgelb bis zu Safrangelb variieren kann. In einigen Ländern erhielt die Art den Trivialnamen Saffron Playboy. Der Vorder- und der Außenrand der Vorderflügel sind ebenso wie der Außen- und der Innenrand der Hinterflügel mit einem schwarzen Band eingefasst. Von der Mitte des Vorderrandes der Vorderflügel zeigt ein kurzes kommaähnliches Zeichen in Richtung der Flügelmitte.  Die Adern treten in der Submarginalregion aller Flügel weißlich hervor.

### Präimaginalstadien
Die ersten Stände sind noch nicht beschrieben.

### Ähnliche Arten
- Farblich ähnliche Falter der Gattung Xanthyris unterscheiden sich in der Breite und der Form der schwarzen Bänder auf den Flügeloberseiten.[1]
- Die Falter von Smicropus laeta unterscheiden sich deutlich aufgrund eines schwarzen Schrägbandes auf der Vorderflügeloberseite sowie durch eine orangegelbe Grundfarbe.

## Verbreitung und Lebensraum
Das Verbreitungsgebiet von Xanthyris flaveolata erstreckt sich durch weite Teile des tropischen Südamerikas. Hauptlebensraum sind tropische Regenwälder.

## Lebensweise
Die Falter sind tagaktiv. Trotz ihrer sehr auffälligen Erscheinung werden sie von Fressfeinden kaum angegriffen. Dies dürfte damit begründet sein, dass die Farbe Gelb bei vielen Tieren die Warnung  „giftig“ anzeigt. Beispiele dafür gibt es auch aus anderen Tierordnungen, so beim Schrecklichen Pfeilgiftfrosch (Phyllobates terribilis) oder dem  Gelbgebänderten Baumsteiger (Dendrobates leucomelas). Ob die Falter von Xanthyris flaveolata tatsächlich giftig sind oder es sich bei ihnen um eine Schutzmimikry handelt, bedarf weiterer Untersuchungen.  Die Falter von Xanthyris flaveolata zeigen ein für Spannerarten ungewöhnliches Verhalten, indem sie zuweilen in Anzahl feuchte Bodenstellen aufsuchen, um Flüssigkeit und Mineralstoffe aufzunehmen. Von vielen Tagfaltern ist dieses Verhalten hingegen bekannt. Weitere Details zur Lebensweise der Art müssen noch erforscht werden.